# Fédération de la gauche démocratique
Pour les articles homonymes, voir FGD.
La Fédération de la gauche démocratique, (FGD, en arabe : تحالف فيدرالية اليسار) est un parti politique issu d'une alliance de deux partis politiques marocains de gauche : le Parti de l'avant-garde démocratique et socialiste, et le Congrès national Ittihadi créé en 2007, ainsi que de militants issus d'une scission du Parti socialiste unifié, le courant de la Gauche unioniste.
Elle participe aux élections législatives marocaines de 2021, sous le nom de l'Alliance de la fédération de gauche,.

## Historique
Cette alliance mise en place pour les élections législatives de 2007 avec des listes communes sur 75 % des circonscriptions électorales a remporté six sièges et forme un groupe parlementaire commun.
De nouvelles listes communes ont été présentées aux élections communales en 2009, remportant 1,7 % des voix et 475 sièges. Un processus de fusion des trois partis a été initié après ces élections.
Le 26 janvier 2011, un communiqué de l'Alliance a annoncé sa « ferme volonté de hisser à un niveau supérieur l'action commune entre ses composantes et de s'ouvrir sur tous les démocrates et acteurs de gauche », et que « Cette initiative vise la reconstruction d'un pôle de gauche démocratique militant et d'opposition, capable d'agir en faveur du choix démocratique et de répondre aux aspirations du peuple marocain en termes de démocratie, de liberté, de développement, de justice sociale et de bien-être ».
Fin juin 2011, l'Alliance a appelé au boycott du référendum sur la nouvelle constitution proposée par le roi Mohammed VI, considérant que celle-ci maintient la plupart des prérogatives royales.
En janvier 2014, les trois partis membres ont annoncé le changement de nom de la coalition, elle se nomme désormais « Fédération de la Gauche Démocratique ».
Le mouvement Clarté Ambition Courage (CAC), fondé par Omar Balafrej, a décidé de participer aux élections locales et régionales du 4 septembre 2015 sous la bannière de la Fédération de la Gauche démocratique (PSU, PADS, CNI).
En décembre 2022, le congrès constitutif du parti est tenu  . Abdellasalam Laaziz en est élu secrétaire général.

## Composition
| Parti politique | Parti politique                                   | Sigle | Nom local                        | Tendance politique     | Date de création | Secrétaire général | Notes                                                            |
| --------------- | ------------------------------------------------- | ----- | -------------------------------- | ---------------------- | ---------------- | ------------------ | ---------------------------------------------------------------- |
|                 | Parti de l'avant-garde démocratique et socialiste | PADS  | حزب الطليعة الديمقراطي الاشتراكي | Socialisme Panarabisme | 1983             | Ali Boutouala      | né d'une scission avec l'Union socialiste des forces populaires. |
|                 | Congrès national Ittihadi                         | CNI   | المؤتمر الوطني الاتحادي          | Socialisme             | 2001             | Abdessalam Laâziz  | né d'une scission avec l'Union socialiste des forces populaires. |

Le 30 juin 2021, le Parti socialiste unifié se retire de la coalition.

## Résultats électoraux

### Élections législatives
| Année | Résultat | Résultat | Rang | Sièges  | Gouvernement |
| Année | Voix     | %        | Rang | Sièges  | Gouvernement |
| ----- | -------- | -------- | ---- | ------- | ------------ |
| 2007  | 148 011  | 3,2      | 11e  | 6 / 325 | Opposition   |
| 2016  | 164 575  | 2,83     | 10e  | 2 / 395 | Opposition   |
| 2021  | 83 554   | 1,10     | 10e  | 1 / 395 | Opposition   |

### Élections régionales
| Année | Résultat | Résultat | Rang | Conseillers | Présidents |
| Année | Voix     | %        | Rang | Conseillers | Présidents |
| ----- | -------- | -------- | ---- | ----------- | ---------- |
| 2015  | 90 998   | 0,15     | 12e  | 1 / 678     | 0 / 12     |
| 2021  |          |          | 11e  | 2 / 678     | 0 / 12     |

### Élections communales
| Année | Résultat | Résultat | Rang | Conseillers |
| Année | Voix     | %        | Rang | Conseillers |
| ----- | -------- | -------- | ---- | ----------- |
| 2009  |          | 1,7      | 10e  | 475 / 27795 |
| 2015  | 100 259  | 1,05     | 9e   | 332 / 31482 |
| 2021  |          |          | 10e  | 211 / 32513 |